# Primula epilosa
Primula epilosa är en viveväxtart som beskrevs av William Grant Craib. Primula epilosa ingår i släktet vivor, och familjen viveväxter. Inga underarter finns listade i Catalogue of Life.